# Кубок Іспанії з футболу 1931
Кубок Іспанії з футболу 1931 — 31-й розіграш кубкового футбольного турніру в Іспанії. Титул вдруге поспіль здобув Атлетік (Більбао). 

## Календар
| Раунд        | Дата                                        | Матчі | Клуби   |
| ------------ | ------------------------------------------- | ----- | ------- |
| Перший раунд | 12 квітня - 3 травня 1931                   | 28    | 30 → 16 |
| 1/8 фіналу   | 10/17 травня/ 19 травня 1931 (перегравання) | 16+1  | 16 → 8  |
| 1/4 фіналу   | 24/31 травня/ 2 червня 1931 (перегравання)  | 8+1   | 8 → 4   |
| 1/2 фіналу   | 7/14 червня/ 16 червня 1931 (перегравання)  | 4+1   | 4 → 2   |
| Фінал        | 21 червня 1931                              | 1     | 2 → 1   |

## Перший раунд
| Команда 1               | Заг. | Команда 2          | 1-й матч | 2-й матч |
| ----------------------- | ---- | ------------------ | -------- | -------- |
| 12/26 квітня 1931       |      |                    |          |          |
| Расінг (Сантандер)      | 1:7  | Аренас Клуб Гечо   | 0:2      | 1:5      |
| КД Логроньйо            | 15:1 | Культураль Леонеса | 7:0      | 8:1      |
| 12 квітня/3 травня 1931 |      |                    |          |          |
| Расінг Мадрид           | 3:8  | Севілья            | 2:0      | 1:8      |
| Бетіс                   | 6:5  | Реал Сосьєдад      | 5:1      | 1:4      |
| Барселона               | 12:1 | Дон Беніто         | 9:0      | 3:1      |
| Депортіво Алавес        | 4:5  | Сабадель           | 2:2      | 2:3      |
| Уніон Клуб              | 4:2  | Сельта             | 3:1      | 1:1      |
| Валенсія                | 5:4  | Іберія             | 2:0      | 3:4      |
| Бадалона                | +:-  | Патрія Арагон      | +:-      | +:-      |
| Ов'єдо                  | +:-  | Лорка Депортіва    | +:-      | +:-      |
| Депортіво (Ла-Корунья)  | 1:3  | Мурсія             | 0:1      | 1:2      |
| 19/26 квітня 1931       |      |                    |          |          |
| Атлетік (Балеарес)      | 1:3  | Кастельйон         | 1:0      | 0:3      |
| 26 квітня/3 травня 1931 |      |                    |          |          |
| Вальядолід Депортіво    | 4:2  | Атлетіко (Мадрид)  | 2:1      | 2:1      |
| Мадрид                  | 9:2  | Екліпсе            | 4:0      | 5:2      |

## 1/8 фіналу
| Команда 1            | Заг. | Команда 2        | 1-й матч | 2-й матч |
| -------------------- | ---- | ---------------- | -------- | -------- |
| 10/17 травня 1931    |      |                  |          |          |
| Валенсія             | 4:3  | Барселона        | 2:2      | 2:1      |
| Ов'єдо               | 1:6  | Аренас Клуб Гечо | 1:2      | 0:4      |
| Атлетік (Більбао)    | 5:3  | Сабадель         | 4:0      | 1:3      |
| Уніон Клуб           | 4:1  | Спортінг (Хіхон) | 4:1      | 0:0      |
| Бадалона             | 1:2  | Бетіс            | 1:0      | 0:2      |
| Севілья              | 4:4  | Кастельйон       | 3:1      | 1:3      |
| Вальядолід Депортіво | 0:4  | КД Логроньйо     | 0:0      | 0:4      |
| Мадрид               | 3:0  | Мурсія           | 3:0      | 0:0      |

Перегравання
| Команда 1      | Рахунок | Команда 2  |
| -------------- | ------- | ---------- |
| 19 травня 1931 |         |            |
| Севілья        | 1:2     | Кастельйон |

## 1/4 фіналу
| Команда 1         | Заг. | Команда 2         | 1-й матч | 2-й матч |
| ----------------- | ---- | ----------------- | -------- | -------- |
| 24/31 травня 1931 |      |                   |          |          |
| Аренас Клуб Гечо  | 3:3  | Валенсія          | 2:2      | 1:1      |
| Уніон Клуб        | 2:6  | Атлетік (Більбао) | 2:2      | 0:4      |
| Кастельйон        | 2:3  | КД Логроньйо      | 2:0      | 0:3      |
| Бетіс             | 3:1  | Мадрид            | 3:0      | 0:1      |

Перегравання
| Команда 1        | Рахунок | Команда 2 |
| ---------------- | ------- | --------- |
| 2 червня 1931    |         |           |
| Аренас Клуб Гечо | 2:1     | Валенсія  |

## 1/2 фіналу
| Команда 1        | Заг. | Команда 2         | 1-й матч | 2-й матч |
| ---------------- | ---- | ----------------- | -------- | -------- |
| 7/14 червня 1931 |      |                   |          |          |
| Аренас Клуб Гечо | 2:2  | Бетіс             | 2:1      | 0:1      |
| КД Логроньйо     | 3:12 | Атлетік (Більбао) | 0:6      | 3:6      |

Перегравання
| Команда 1        | Рахунок | Команда 2 |
| ---------------- | ------- | --------- |
| 16 червня 1931   |         |           |
| Аренас Клуб Гечо | 0:2     | Бетіс     |

## Фінал
| 21 червня 1931 |

| Атлетік (Більбао)                       | 3:1      | Бетіс    |
| --------------------------------------- | -------- | -------- |
| Агірресебала 17' Ечебаррія 38' Бата 54' | Протокол | Санс 57' |

| Нуево Чамартин, Мадрид Глядачів: 20 000 Арбітр: Хесус Аррібас |